# Eucalyptus doratoxylon
Eucalyptus doratoxylon är en myrtenväxtart som beskrevs av Ferdinand von Mueller. Eucalyptus doratoxylon ingår i släktet Eucalyptus och familjen myrtenväxter. Inga underarter finns listade i Catalogue of Life.